# 飛蚊症
飛蚊症（floaters，eye floaters），中醫稱雲霧移睛，是因投入眼睛的光線將浮游在玻璃體內（或介於玻璃體與視網膜間）的混濁物投影在視網膜上，而在視野中看到物體漂浮的現象。其旧称，或严重而导致心理问题、工作和生活困难者，称之飞蝇幻视（myodesopsia）。
飛蚊症的玻璃體浮游物在玻璃體中具有不同大小、形狀、濃稠度、折射率和能動性，並且通常都是以透明的型態呈現。
當人還在年輕的時候，玻璃體是透明的，但是當人開始老化時，玻璃體就會逐漸混濁，而一般存在於人體眼中的浮游物就是因為玻璃體的退化變性所造成的。當光線將這些玻璃體浮游物投影在視網膜上就會被人眼所看見。人眼中通常可以看見的浮游物會在視野中單獨出現或者是與其他的浮游物一同出現，這些物體可以是點狀、條狀、網狀，一個或數個一起出現，並在患者的眼睛中漂浮，所以飞蚊症不屬於視覺假象而是屬於內視現象。而這些物體因為是漂浮在玻璃體當中，隨著眼球的轉動而移動，如同蚊子在眼前飛舞，故稱為「飛蚊症」。

## 症狀描述
玻璃體是填充整個眼睛的膠狀物質，當玻璃體不再能夠填充眼睛時，浮游物則會懸浮於玻璃體原本所屬的空間中，因此，這些浮游物會跟隨著眼球的移動而移動。當人们第一次注意到這些物體的時候，自然的反應會試圖直接看向它們，然而試圖要看向它們卻是很難的，因為浮游物會隨著眼球的移動而移動，所以浮游物反而會跑到注視方向的旁邊。這些浮游物會被看見是因為它们並不是固定在眼中的某一部分，雖然眼睛中的血管也會阻礙光線，但是它們在正常的情況下是不會被看見的，因為它們相對於視網膜是被固定在位置上，所以因為神經適應的關係，大腦關掉這些穩定圖像，然而這種穩定的情況通常會被浮游物所干擾，特別是當這些浮游物一直被看到的時候。
當看空白的表面或者是開放的單色空間時，像是藍天，浮游物都會特別的顯而易見，很多的浮游物都會有往眼球底部沉下去的趨勢，並且會往眼球所移動的方向移動，向上的姿勢（往上看或者是仰臥），容易將它們聚集到視網膜中央，也就是注視的中心點；而在結構不明顯的或者是均勻昏暗的天空下，浮游物比较少会被看到。白天天空的亮度會使眼睛的瞳孔收縮，減少孔徑，使浮游物更不模糊且更顯而易見。
浮游物的本質上是難以被改變的，懸浮於玻璃體中而無法被非侵入式治療的方式消除，在人的一生當中，這些物體會在視野中持續的被看到。人通常玻璃體都會隨時間退化，30歲以後飞蚊症是很寻常的老化现象，其實它對大多數的人而言並不會產生嚴重的問題，但人们经常会向眼科醫師諮詢这个疾病，英國的一份眼科醫師在2002年的調查指出，平均每一個月每一個眼科醫師要看診14個有飛蚊症的病人，然而在一些比較嚴重的案例中，飛蚊症使人分心，尤其是那些經常游經視野的黑點。這些黑点是蛋白質的微結構或者是其他遺留在玻璃體中多年的細胞殘渣被投影到視網膜上而會看到陰影。有些浮游物甚至在閉眼時也能被看見，尤其是在明亮的白天，足夠的光穿過眼瞼來投影。然而，不是只有老人會被飛蚊症所困擾，年輕人也同样，特別是對有近視的那些人，而飛蚊症同樣也可能會出現在白內障手術之後或者是一些眼部創傷之後。甚至在有些案例中，飛蚊症是天生就有的。
浮游物會捕捉或折射光線，所以有些地方會有一點兒暫時模糊，直到浮游物移到其他的地方才能看清。有时病患会以為他們在眼角看到一些東西，但是其實那裡並沒有這樣的物體存在，仅仅是这些浮游物在作祟，有些車禍案件也是肇因於這種原因。有些人可以在病發的一段時間後，接受了這項疾病，然後學著去忽視它們，但是對於那些患有著嚴重飛蚊症的人，一大塊浮游物持續待在並佔據幾乎整個視野是根本不可能完全忽视的。

黃斑前囊（premacular bursa）的位置

飞蚊症患者大多是老年人，但由于用眼过度，越来越多的年轻人患上了“飞蚊症”。年輕人通常難以接受飛蚊症，對於這樣一個年齡群組來說，浮游物會看起來像是一種半透明的蟲、蜘蛛網、細胞，這些特定的浮游物並不是真正的飛蚊，它們在玻璃體中並沒有被發現，而是被發現於視網膜前方的黃斑前囊。目前人们對於這個區域的了解很有限，因為它們微小的體積，它們無法被眼科醫師所看見，然而這些浮游物對患者而言會變得很巨大，因為它們接近視網膜。這種型態的浮游物偶尔会困扰三十几岁的人，並且很少的發生在四十歲甚至更老的人身上。

## 分类
飞蚊症分为生理性飞蚊症和病理性飞蚊症，其中大约有80%属生理性。

## 成因

### 玻璃體萎縮
飛蚊症最常見的原因是因為玻璃體的萎縮，這個膠狀物質由99%的水和1%的固態物質所組成。而固態物質的部分是膠原蛋白和透明質酸所組成的網络，後者可以攜帶水分子。網络的解聚合作用會使透明質酸釋放它所包含的水分子，因而液化膠狀物質，這也就是一般所稱的玻璃體液化。而後膠原蛋白會崩解成纖維狀，成為浮游物來折磨病患，发生玻璃體混濁的情況。通常因這種情況形成的浮游物會有數量較少或者是呈直線狀的性質。

### 後部玻璃體剝離與視網膜剝離

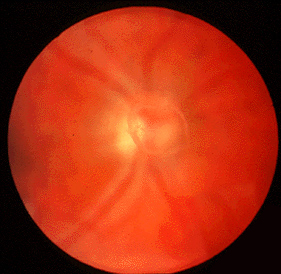
魏氏環：如果玻璃體由眼睛後部鬆脫後，一個巨大環形的浮游物有時就可以被看見

當玻璃體液化到某一種程度後，液化的玻璃體就會失去支撐並且它的結構會萎縮，最後會導致後部玻璃體剝離，也就是後部的玻璃體膜會從視網膜剝離。在這剝離的過程中，萎縮的玻璃體會機械式地刺激視網膜，導致患者會在視野中看見隨機的閃光，也就是所謂的光視症。已經剝離的玻璃體後膜，以原先圍繞在視神經盤的部分最厚，這部分釋放的玻璃體會產生巨大的浮游物，通常是以環的形式出現，又稱魏氏環。
而部分的視網膜有可能會被脫離的玻璃體拉扯下來，而導致視網膜剝離。這會導致流出血液到玻璃體中，病患會看到突然出現的無數小黑點在整個視野中移動。視網膜剝離需要立即的醫藥治療，因為網膜剝離會很容易地導致失明。总之，不管是出現閃光還是無數突然出現的小浮游物，都應該立即就醫。

### 玻璃體動脈退化
玻璃體動脈是一條在胚胎發育期流經玻璃體的動脈，會在妊娠脈末三個月時退化，而玻璃體動脈在退化崩解的過程中有時會釋放出細胞物質。

### 藥物的不良反應
根據英國的黃卡計畫，即一個允許人們去回報處方藥所沒有提及不良反應的不良事件報告系统，一種叫Ocular Zovirax的藥物有可能會引起飛蚊症。

### 其它常見的成因
对于視網膜裂孔的患者，如果紅血球由血管釋放出來的話，則有可能會產生飛蚊症。而那些帶有後部葡萄膜炎或者是後部玻璃體炎的疾病，如弓蟲症，可能會因為白血球在玻璃體中的堆積而產生較多的浮游物，进而導致視力衰退。其它的成因還有黃斑水腫和星狀玻璃體症，後者是因為鈣會成群附著在膠原蛋白的網絡上而形成反常的玻璃體。由此構成的物質會因為眼睛的移動而稍微的移動，但隨即又會回到它們原本的位置。

### 眼淚殘渣
有時候飛蚊症的出現可以歸咎於眼睛中眼淚的黑色微粒，技術上來講，這些並不屬於浮游物，但是對於病患來講卻看起來跟浮游物是一樣的。對於那些患有瞼緣炎或者是有瞼板腺功能障礙的人產生的飛蚊症是因為這個原因，此外變應性結膜炎也同樣會產生這種類型的飛蚊症。為了區別到底是在玻璃體中的物質或者是在眼淚中的殘渣，一種快速的辨別方法是迅速地眨眼，眼淚中的殘渣會在眨眼時快速的移動，但是浮游物卻不會有太大的反應，眼淚殘渣可以藉由減少真的浮游物的可能性和黃斑退化來診斷出。

## 診斷
飛蚊症可以輕易地被眼科醫師或者是驗光師藉由眼底鏡或裂隙燈觀察到，但是若浮游物過於接近視網膜，縱使這些浮游物對於患者而言是很巨大的，但也可能不會被觀察者所見。增加背景光源可以有效的減少瞳孔直徑，來使浮游物可以更清晰地呈現出來。此外，也可以藉由將頭傾斜的方式使飛蚊遊向視覺的中心點，而對於一些比較銳利的物體而言，這些纖維狀的物體將會看起來更加顯著，因視網膜裂孔而伴隨著新的飛蚊症併發的機率很高（14%；而95%的信賴區間则为12-16%），這份統合分析的研究結果刊於美國醫學會期刊中的合理臨床試驗系列的一部分。患者若有新病發的飛蚊症或閃光，特別是有視覺喪失或者是產生在視野的限制，因為這些都是視網膜脫落的症兆，必須趕緊找眼科醫生進行進一步的評估。

## 治療
目前比較確定有效的治療方式為玻璃體切除術，利用機械器具深入玻璃體內將原玻璃體液吸除，之後再灌入用來維持玻璃體空腔的等張溶液，由於此法具有風險及一些已知的副作用，較適合視覺受到嚴重干擾的患者。
另外的方法則是利用釹雅各雷射集中在玻璃體混濁，利用雷射聚焦於某一點，將玻璃體混濁的部分做鏈解（photodisruption）汽化（photoablation），利用此電磁波將浮游物加以汽化揮發變成氣體被眼球吸收。该治疗方法仅有少数人使用，其中一位是John Karickhoff，他声称已经做过1400次手术，成功率在90%以上；然而MedicineNet指出没有证据表明该方法有效，并且使用鐳射对拥有正常视力的人们有风险。

## 外部連結
- 飛蚊症模擬示意網站 （页面存档备份，存于）
- eye floaters treatment （页面存档备份，存于）
- Eye on Vision Strives to Raise Awareness and Funding for Research Into Vitreous Floaters （页面存档备份，存于）
- Diagram of Eye Floaters an entoptic subjective visual phenomena （页面存档备份，存于）
- Eye Floaters, Flashes and Spots, by Marilyn Haddrill, All About Vision （页面存档备份，存于）
- One Clear Vision - UK-based, international charity for sufferers of Degenerative Vitreous Syndrome (floaters) （页面存档备份，存于）
- Video Representation of Floaters by filmmaker David OReilly
- Picture of the entoptic phenomenon: Vitreous Floaters （页面存档备份，存于） （PDF文件）
- Video describing history and science of seeing floaters （页面存档备份，存于）